# Claudia Christian
Claudia Christian est une actrice et chanteuse américaine, née le 10 août 1965 à Glendale (Californie).
Elle est notamment connue pour ses rôles Susan Ivanova dans Babylone 5, de la capitaine Elaine Maynard dans 9-1-1. Elle est également connue pour être la voix d'Héra dans la série Netflix, Blood of Zeus mais également celle du lieutenant Helga Sinclair dans le Disney, Atlantis : L'Empire perdu.

## Filmographie

### Cinéma
- 1987 : Hidden (The Hidden) : Brenda Lee Van Buren
- 1988 : Never on Tuesday : Tuesday
- 1988 : Retour à la vie (Clean and Sober) : Iris
- 1989 : Arena (en) de Peter Manoogian : Quinn
- 1989 : Tale of Two Sisters (en) : Elizabeth 'Liz'
- 1990 : Think Big : Dr. Irene Marsh
- 1990 : Mariage à quatre (Mad About You) : Cassandra 'Casey' Harris
- 1990 : Maniac Cop 2 : Susan Riley
- 1990 : Galacticop (A Gnome Named Gnorm) : Samantha "Sam"
- 1990 : Mom : Virginia Monroe
- 1991 : À plein tube ! (The Dark Backward) : Kitty
- 1993 : Hexed (en) : Hexina
- 1994 : À toute allure (The Chase) : Yvonne Voss
- 1997 : Journey Beneath the Sea : Queen Aquareine (voix)
- 1997 : Snide and Prejudice (en) : Renate Muller
- 1997 : Lancelot: Guardian of Time : Katherine Shelley
- 1999 : Terrorisme en haute mer (en) (Final Voyage) : Max
- 1999 : The Haunting of Hell House : Lucy
- 1999 : Running Home : Jules Daniels
- 2000 : Love & Sex : une femme dans la galerie
- 2000 : True Rights : Elaine Kilgore
- 2001 : Atlantide, l'empire perdu (Atlantis: The Lost Empire) : Helga Katrina Sinclair (voix)
- 2002 : Mission Alcatraz (Half Past Dead) : Agent spécial Ellen Williams
- 2003 : The Failures (en) : Anna
- 2004 : Quiet Kill (en) : Amy Martin
- 2005 : Geppetto's Secret : Blue Fairy (voix)
- 2006 : Le Jardin du mal (The Garden) : Dr. Cairns
- 2009 : Serivan Scars : Maggie
- 2010 : Meteor Apocalypse : Kate Dematti
- 2011 : The Audition : Claudia
- 2012 : Overnight : Sandy
- 2012 : Strange Frame : Zev (voix)
- 2013 : Watercolor Postcards (en) : Cheryl
- 2014 : California Scheming (en) : Maman
- 2014 : Red : Marlena
- 2017 : Chicanery : Abigail Blunt
- 2017 : The Dot Man : Lieutenant Colonel Dunst
- 2018 : Dirty Dead Con Men : Donna
- 2023 : Murder at the Murder Mystery Party : Chef de la création du jeu
- 2023 : Babylon 5: The Road Home (en) : Susan Ivanova (voix)

### Court-métrage
- 1992 : The Itsy Bitsy Spider (voix)
- 2002 : Darth Vader's Psychic Hotline (en) : Princess Leia (voix)
- 2002 : Hot Rush : Jane
- 2010 : Jesus Comes to Town : Darlin' Lil
- 2012 : Starhyke: First Flight 4D : Le Captaine
- 2016 : All Your Base: Last of Last : Mechanic (voix)

### Télévision

#### Téléfilms
- 1984 : Calendrier sanglant (en) (Calendar Girl Murders) : Kara
- 1986 : A Masterpiece of Murder (en) : Julia Forsythe
- 1986 : Houston: The Legend of Texas (en) : Eliza Allen
- 1988 : Police Story: Pas si fous les flics de Midwatch (Police Story: Monster Manor) : Officer Babs Altoon
- 1989 : Le Coup de Shannon (en) (Shannon's Deal) : Molly Temple
- 1990 : Kaléidoscope (en) (Kaleidoscope) : Meagan
- 1991 : Trouble Jeu (en) (Lies of the Twins) : Felice
- 1991 : Mauvaise Rencontre (en) (The Woman Who Sinned) : Judy Reinhardt
- 1991 : Cat's : les tueurs d'hommes (en) (Strays) : Claire Lederer
- 1993 : Relentless: Mind of a Killer : Leeann Hardy
- 1993 : Columbo : Le meurtre aux deux visages (Columbo: It's All in the Game) : Lisa Martin
- 1997 : Dans la peau d'un mercenaire (en) (Mercenary II: Thick & Thin) : Patricia Van Lier
- 1998 : Babylon 5: In the Beginning (en) : Susan Ivanova
- 1998 : Orage sur la tour de contrôle (A Wing and a Prayer) : Shelley Lowe
- 1998 : Babylon 5: Cinquième dimension (en) (Babylon 5: In the Beginning) : Susan Ivanova
- 1999 : The Substitute 3 (The Substitute 3: Winner Takes All) : Andy
- 2012 : Prodigy Bully : Diane Waring
- 2013 : Accusée par erreur (The Wrong Woman) : Officier Ritts
- 2017 : Ma fille, accusée de meurtre (Mommy's I didn't do it) : Officier Ritts

#### Séries télévisées
- 1984 : Webster (en) : une infirmière (saison 1, épisode 14)
- 1984 : Hooker : Betty Macrae (saison 3, épisode 13)
- 1984 : Dallas : une amie de Peter (saison 7, épisode 16)
- 1984 : Falcon Crest : Kate Mars (saison 3, épisode 20)
- 1984 : Mike Hammer : Elyse (saison 1, épisode 5)
- 1984 : Riptide : Marion Gordon (saison 2, épisode 1)
- 1985 : L'Agence tous risques (The A-Team) : Cathy Rogers (saison 3, épisode 24)
- 1985 : Berrenger's (en) : Melody Hughes
- 1986 : Blacke's Magic (en) : Laurie (épisodes 0 et 4)
- 1986 : Rick Hunter : Roxanne Hoffmeyer (saison 3, épisode 8)
- 1987 : Mike Hammer : Cassie Conroy (saison 3, épisode 12)
- 1987 : Outlaws : Elena Conlan (épisode 6)
- 1987 : It's Garry Shandling's Show : Sylvia (saison 1, épisode 14)
- 1987 : Police 2000 (The Highwayman) : Dawn (épisode 0)
- 1988 : We Got It Made (en) : Colette (saison 2, épisodes 22 et 23)
- 1988 : Sonny Spoon : Holly Smith (saison 2, épisode 3)
- 1989 : Code Quantum : Allison (saison 1, épisode 9)
- 1989 : La loi est la loi (Jake and the Fatman) : Sergent Alex Walker (saison 3, épisode 3)
- 1990 : Matlock : Mickey Alder (saison 4, épisode 23)
- 1991 : Arabesque (Murder, She Wrot) : Bonnie Jenks Hastings (saisons 7 épisode 17)
- 1991 : La Loi de Los Angeles (L.A. Law) : Susan Convers (saison 5, épisode 19)
- 1991 : Le Juge de la nuit (Dark Justice) : Dana Hollister Harrison (saison 1, épisode 4)
- 1991 : My Life and Times (en) : Jessie (jeune)
- 1993 : Space Rangers (en) : Marla Baker (épisode 4)
- 1994-1998 : Babylon 5 : Susan Ivanova (saisons 1 à 4, invitée saison 5)
- 1997 : Total Security : Cheryl Bankston (épisode 1)
- 1998 : Highlander : Katherine (saison 6, épisode 10)
- 1998 : Kelly Kelly (en) : Anya (épisode 6)
- 2000 : Associées pour la loi (Family Law) : Carla Sims (saison 1, épisode 16)
- 2000 : Freaks & Geeks : Gloria Haverchuck (épisodes 13 et 14)
- 2001 : Sydney Fox, l'aventurière (Relic Hunter) : Carson Inez (saison 3, épisode 10)
- 2002 : New York Police Blues : Catherine Lowe (saison 9, épisodes 22 et 23)
- 2002 : Spy Girls : Tanya (saison 1, épisode 9)
- 2003 : Everwood : Edna, jeune (saison 2, épisode 3)
- 2005 : Broken News (en) : Julia Regan - IBS
- 2007 : Nip/Tuck : Gwen (saison 5, épisode 4)
- 2009 : Starhyke (en) : Capitaine Belinda Blowhard
- 2010 : Look (en): Stella (régulière)
- 2011 : Grimm : Mrs. Clark (saison 1, épisode 7)
- 2013 : Esprit criminels (Criminal Minds) : Agent Gretchen Stern (saison 8, épisode 20)
- 2014 : Castle : Mrs. Logan (saison 6, épisode 21)
- 2014 : Mentalist (The Mentalist) : Greta Fortsensky (saison 7, épisode 4)
- 2016 : Cozmo's : Majestica (pilote - non retenu)
- 2017 : NCIS : Enquêtes spéciales (NCIS) : Agent Louise Moreau (saison 14, épisode 11)
- 2017 : Space Diner Tales : Leila Walker (pilote - non retenu)
- depuis 2018 : 9-1-1 : Elaine Maynard (saisons 3 et 5 et depuis la saison 8, invitée saisons 1, 2, 4, 6 et 7)
- 2020-2025 : Blood of Zeus : Hera / Chrysanthe (saison 2) / Theia (saison 3)
- 2021 : The Rookie : le Flic de Los Angeles (The Rookie) : Margaret (saison 3, épisode 8)
- 2022 : Dota: Dragon's Blood (en) : Legatus (saison 2 et 3) / Tihomir (saison 3)
- 2023 : Runestone: Sizzle Reel : Fritha Ingolfurdottir (pilote - non retenu)
- 2025 : Hacks : Nikki Lipka (saison 4, épisode 1)

### Jeu vidéo
- 2011 : The Elder Scrolls V: Skyrim : Légat Rikke ; Aëla la chasseuse ; divers
- 2012 : Guild Wars 2 : Le personnage joueur Norn féminin
- 2015 : Fallout 4 : Desdemona ; Mrs. Whitfield ; Mistress of Mystery
- 2016 : Call of Duty: Infinite Warfare: Capt Ferran

## Voix francophone

### En France
- Martine Irzenski dans :
  - Hexad
  - Relentless : Mind of a Killer (téléfilm)
- Laura Zichy dans :
  - Accusée par erreur (téléfilm)
  - Esprits criminels (série télévisée)
- Séverine Morisot dans Columbo : Le meurtre aux deux visages (téléfilm)
- Laurence Crouzet dans Babylone 5 (série télévisée)
- Juliette Degenne dans Atlantide, l'empire perdu (film d'animation)
- Pascale Jacquemont dans Mission Alcatraz
- Dominique Lelong dans 9-1-1 (série télévisée)
- Céline Melloul dans Blood of Zeus (série d'animation)
- Delphine Saley dans The Rookie : le Flic de Los Angeles (série télévisée)

### Au Québec
- Manon Arsenault dans Atlantis, l'empire perdu (film d'animation)

## Discographie
- 1996 : Claudia Squared
- 1998 : Taboo
- 2001 : Once Upon a Time

## Ludographie
Autrice
- Claudia Christian, Chris McAuley et al., Three Musketeers vs. Cthulhu, Nightfall Games, 2024, 112 p., A5[1], sélectionné pour les ENnie Awards 2024[2]
  - Bill Heron, All the Cardinal’s Men, Nightfall Games, 2025 (à paraître)[3].

Modèle
- James M. Ward, Steve Winter et al., Immortal Millenium, Precedence Entertainment, 1999, 96 p. (ISBN 1-929323-01-8)[4].